# 仙劍奇俠傳系列
仙劍奇俠傳是一个以中国神话和仙侠为背景的中文奇幻电子游戏系列。原由台湾大宇資訊製作發行，与轩辕剑系列一起并称“大宇双剑”，現在則是中手遊旗下的IP。
仙剑系列作品至今共發表九款單機角色扮演冒险游戏（主要为电脑游戏，后也有主机游戏版本）、兩款經營模擬遊戲、兩款線上角色扮演遊戲和一款手機遊戲。依照各作品遊戲內容，一般客觀認為九款單機角遊戲為仙劍奇俠傳正传系列，其它皆為衍生作品。

## 作品介绍
| 1995 | 仙劍奇俠傳              |
| 1996 |                         |
| 1997 |                         |
| 1998 |                         |
| 1999 |                         |
| 2000 |                         |
| 2001 | 新仙劍奇俠傳            |
| 2001 | 仙劍客棧                |
| 2002 |                         |
| 2003 | 仙劍奇俠傳二            |
| 2003 | 仙劍奇俠傳三            |
| 2004 | 仙劍奇俠傳三外傳·問情篇 |
| 2005 |                         |
| 2006 |                         |
| 2007 | 仙劍奇俠傳四            |
| 2008 |                         |
| 2009 | 仙劍Online              |
| 2010 |                         |
| 2011 | 仙劍奇俠傳五            |
| 2012 | 仙劍奇俠傳五·劍傲丹楓   |
| 2013 | 仙劍客棧SNS             |
| 2013 | 仙劍奇俠傳五前傳        |
| 2014 |                         |
| 2015 | 仙劍奇俠傳六            |
| 2016 |                         |
| 2017 | 仙剑奇侠传：幻璃镜      |
| 2018 |                         |
| 2019 |                         |
| 2020 | 仙剑奇侠传九野          |
| 2021 | 仙劍奇俠傳七            |
| 2022 | 仙剑客栈2               |
| 2023 |                         |
| 2024 |                         |
| 2025 | 仙剑世界                |
| 待定 | 仙剑奇侠传四·重制版     |

仙劍奇俠傳本篇系列迄今共有九款植根於中華文化的角色扮演遊戲。
其初代、二代、三代、三代外傳、五代、五代前傳、七代这7部作品在劇情上有連慣性，而四代、六代的故事则相对独立。
以仙劍奇俠傳初代為起始點，二代是初代的8年後、三代是初代的50年前、三代外傳是初代的30~32年前、五代是初代的38年後、五代前傳開始是初代的十多年後，結束時則是18年後、六代是五代前傳後的60~70年間。
整個遊戲年代順序為（以仙劍奇俠傳三為年代起點）：
仙劍奇俠傳四（時間不明，多數玩家估計於南北朝末期至唐朝早年，最少200多年前）→仙劍奇俠傳三→仙劍奇俠傳三外傳·問情篇（18~20年後）→仙劍奇俠傳（50年後）→仙劍奇俠傳二（58年後）→仙劍奇俠傳五前傳（68年後）→仙劍奇俠傳五（88年後）→仙劍奇俠傳六（128年~138年後）→仙劍奇俠傳七（二代百年後）
「仙劍奇俠傳三外傳·問情篇」為仙劍奇俠傳系列首款外傳性質作品，其劇情為補充仙劍奇俠傳三與仙劍奇俠傳初代間的空白時代。「仙劍奇俠傳五前傳」劇情年代與前者功能略同，即銜補仙劍奇俠傳二與仙劍奇俠傳五間的空白歲月。而「仙劍奇俠傳四」則是跳脫先前歷代的連續故事，獨立成章，但仍不違背前代所設定的仙劍奇俠傳遊戲世界觀。
仙劍奇俠傳各代本傳作品命名原則以「仙劍奇俠傳」五字後加上一個中文小寫數字所組成，如「仙劍奇俠傳三」。在官方與網路上，一般將本傳作品簡稱為「仙劍X」或「仙X」，外傳作品則簡稱為「問情篇」、「仙三外」、「仙五前」或「五前」。

## 发展历史

### 狂徒时期 (1995~2002)
狂徒创作群于1995年发表本系列游戏的第一部作品《仙剑奇侠传》，这款作品是继《轩辕剑》和《轩辕剑二》之后，大宇资讯的又一款中文武侠角色扮演游戏。其后该作品被移植到世嘉土星主机在日本发行，是本系列第一部移植到家用主机上的单机游戏作品。2001年，该作品的重制版《新仙剑奇侠传》问世。
而与此同时，该作的续作《仙剑奇侠传二》也开始启动研发。不过由于谢崇辉以及部分狂徒成员的离职，《仙二》的后续制作是由狂徒剩余成员和DOMO小组联合完成的，随着2003年1月《仙二》的上市，仙剑的狂徒时代也就此结束。

### 上软时期 (2003~2008)
上海软星原本想开发《仙剑奇侠传二》，但《仙剑奇侠传二》开发权最终落入狂徒创造群，而上海软星原定的《仙剑奇侠传二》改为《仙剑奇侠传三》。2003年7月，《仙剑奇侠传三》正式发售。其后上海软星通过《仙劍奇俠傳三外傳·問情篇》等低成本项目为《仙剑奇侠传四》的开发积累资金。
2007年，在《仙剑奇侠传四》发售后，上海软星解散，上海软星的剩余工作由北京软星全部接手。上海软星在《仙四》之《游戏讯息》内宣称的开发《仙四外传》《仙剑五》《仙剑奇侠传网络版二代》以及仙一3D化等计划均成为泡影。

### 北软时期 (2009~2024)
2009年，仙剑单机续作的研发工作由北京软星接手，《仙剑奇侠传五》的研发开始。与此同时，由台北研发部研发的本系列作品唯一一部网络游戏《仙剑Online》也先后在两岸三地以及新马等地推出。然而网络版上市之初，大陆运营商久游网因为其运营策略的争议以及游戏初期过多的致命BUG，令多数玩家对网络版大失所望。2011年7月，《仙剑奇侠传五》开发完成，于两岸三地同步上市。2013年1月，《仙剑奇侠传五前传》上市，同时《仙剑奇侠传六》开始立项研发。
2015年7月8日，《仙剑奇侠传六》正式上市。然而上市后不久就因为自身程序优化、大陆代理畅游乐动在营销和危机公关上的诸多问题，导致《仙剑奇侠传六》在坊间的评价褒贬不一，并引发部分核心粉丝对仙剑未来的担忧。与此同时，为了适应多平台发展的需要，仙剑系列也开始在手游、舞台剧、短漫等领域多平台发展，并衍生出《仙剑奇侠传 幻璃镜》《私立蜀山学园》等全新衍生IP。其中《仙剑奇侠传 幻璃镜》于2017年4月~5月先后在两岸三地iOS与Android平台上市运营。
2017年4月25日，大宇资讯通过其官方微博宣布，已与Epic Games展开合作，取得《仙剑奇侠传》系列新作游戏引擎之开发授权，将采用虚幻引擎4作为游戏引擎。仙剑奇侠传系列单机续作的开发由此进入一个新的阶段。2017年5月23日，北软官方宣布《仙剑奇侠传七》正式立项，与皖新传媒子公司方块游戏签约并由其负责发行事宜。姚壮宪和凃俊光还先后透露了《仙剑奇侠传六》登陆主机平台以及仙一、仙二、仙三和仙三外重制的计划，该计划由大宇旗下乐多数位和阿尔特工作室进行。
自2017年下半年开始，为覆盖不同平台的用户群，本系列作开始在多个不同的平台上发售。继仙一、二、三与三外传已先后登陆袋鼠游戏平台和方块游戏平台供玩家免费下载后，仙四、五、五前传和六也陆续上架到方块游戏平台并发售。为适应平台化需求，上架到平台的版本均与原版有所不同，其中《仙剑奇侠传六》的方块版更是相比于原版做出了大幅度的优化。2017年8月~9月，仙四、五、六以及五前已经陆续通过代理商新游时代以Steam Direct机制上架到Steam平台，其中的仙四和仙五已分别于9月5日、9月12日开放购买。
自2021年4月起，包括仙一在内的本系列过往诸作携各代对应的音乐精选集陆续上架Steam发售，其中同年6月仙四、五、五前传是仅面向中国大陆以外各地发售的繁体中文版；同年10月22日（方块平台为10月15日）《仙剑奇侠传七》Steam全球上架。2022年7月8日首发《仙剑客栈2》，又于翌年3月底将初代《仙剑客栈》带到Steam。
2021年8月5日，中手游以6.4184亿港元收购大宇资讯在北京软星剩余的49%股份，及《仙剑奇侠传》IP在中国大陆地区所有权益。

### 中手遊時期 (2024~)
2024年9月11日，大宇资讯公告其将《仙剑奇侠传》全球除中国大陆以外的IP以1830万元人民币和中手游公司新发行普通股股份3800万股，总价近2亿新台币（约4426.6万元人民币）出售给中手游集团子公司SuperNova Overseas Limited。
在2024年12月8日上海的一个《仙剑世界》 玩家交流会上，姚壮宪透露公司团队面临两个发展方向的选择：重制《仙剑奇侠传一》或开启一款新的仙剑游戏，并声称重制《仙一》会更容易些，但主创人员也从2024年初就在编写新故事的原稿。 12月18日，一个三分钟长的《仙剑奇侠传四重制版》的预告片在各大视频网站发布，据消息透露将由UP Software（“上软”）推出、方块游戏负责发行，采用虚幻引擎5开发。

## 共通元素

### 世界观
三皇
太初混沌因盘古开天辟地而分裂，清气上升为天，浊气沉降为地。盤古死後其躯体三宝散出变成三位上古神祇，既為三皇——其精化为伏羲，其氣化为神農，其神化为女媧。而盘古之心悬于天地之间成为连接天地的纽带，并与天界清气所钟之地连接，因清浊交汇而生神树，成为天界生命之源。
因天地间生灵太少，三皇分别以不同形式创造生灵：
- 伏羲起初以自身力量創造神族，但之后感到乏力便开始借用神樹果實注入自身的精元培育新神族。由於神樹的果實成熟曠日廢時，所以神族的數量幾乎不會增長，又因為誕生於清氣之源而討厭濁氣，只居住在清氣匯集的天界。神族之間若有結合，父母雙方的精元之力都會傳給孩子，造成父母因神氣枯竭而衰亡，這樣會造成神族數量的減少，所以被伏羲嚴令禁止。
- 神农以天地土石草木為體，灌注自身之氣來創造獸族。由於神農喜好創意，所以獸类型態各異、種類繁多，但因神農疏於教導獸族，導致獸族多智慧未開。
- 女娲以自身為樣板，以土、水混合，附以自身血液和灵力，用杨柳枝条点化造出人族。人类体态优美，富有智慧，但体力较逊，虽然没有特别的法力，但领悟力极强。

神族不耐大地浊气，因此居于九天之上形成神界，留下人獸兩族在大地上繁衍共生。后来三皇之一的神农传闻在人间暴毙，一说因尝百草中毒而死，另说是因为他与兽类交合繁育后代而死。而人兽两族繁衍过度，逐漸因為資源問題而彼此爭鬥。不久兽族中出现了一个具有极高智慧的统御者蚩尤，认为兽族作为神农子民理当独享神农九泉，随即率领兽类向人类开战，意图独占大地。人族在兽族数量和战力的压倒下趨於劣勢，女媧為護人族而假傳伏羲之令，讓神族派出轩辕、九天玄女、魁予等神将与人族联军對抗獸族。这场三族大战使得山河崩裂、哀鸿遍野，神族伤亡过半，兽族九损其七，人族十存其一。最終獸族敗北，蚩尤拚盡餘力打開异界空間通道，讓大部分獸族残部撤離到九幽之地，其余兽族四散成妖。这些兽族残部在九幽之地吸入煞气，激发自身神农之力逐渐修炼成魔，魔界也逐渐形成。蚩尤打开的通道后来称为“神魔之井”，是连接神魔两界的唯一通道，神魔双方在里面设置重重障碍，并派重兵把守，严防两界生灵通过。魔界生存条件恶劣，以强者为尊，各部众常为生存领地而互相征战不休，较大的部族为夜叉、罗刹、修罗、迦楼罗、乾达婆、龙众和紧那罗，后来又加上一支叛出天界的神族甘愿留在九幽之地号称天魔，统称魔界八部。
讨伐蚩尤一役之后，伏羲以对抗魔界为名，在神界建立了等级制度并自封为天帝，规定神的地位高于人类，由神族统治大地，而人必须侍奉神。数万年下来，神族渐渐腐败，人类也对神的积怨已久，终于爆发起义，天帝下令镇压遭到人类顽强抵抗。天帝恼怒，下令女娲毁灭人类，重新创造敬神的新人类，但女娲抗命不从并下凡来维护人类。天帝借此剥夺女娲的三皇之名并开除其神籍，由蚩尤大戰中出力的軒轅取而代之，并派神将毁灭大地，大部分人类遭到屠杀。女娲率领残存的人类对抗神界，竭尽全力补天地、阻洪水，挽救了人间苍生的命运。不久女娲力竭死去，在人间留有一支祖辈单传的半神后代，世代舍命守护人类。因其神籍被轩辕所替代，人族後世傳承中的三皇多以軒轅為人族之皇，女娲事蹟與信仰只剩在苗疆一帶還有傳承，直到千百年後才由蜀山派掌門李逍遙為女媧正名。
女娲死后，天帝自省觉得神族也有不对之处，于是闭关参道并封闭天界之门，下令所有神族回到天界不得任意下凡到人界，从此人神二界完全隔绝，史称“绝地天通”。神魔人三族也以本族神尊之名重新立下誓约，承诺永绝兵戎，并设六界阻隔、划九泉归属，约定不可再犯他族之界，若有挑起烽火者，三族共讨之。这也就是神魔人三界之间的“三皇誓约”——虽然日后神魔两界意图毁约犯戒的野心家仍层出不穷。
五靈
盘古死后，原本蕴藏在其体内的灵力逸散，分解为五灵散于天地之间。所謂五靈，就是水、火、雷、風、土五種巨大的自然力，它們是維繫整個世界能量平衡的源泉。而在人間，五靈之力被女媧補天遺下的彩石所吸附，成為五靈珠，是人間最強之力。
天地间任何生灵都可借助灵珠获得灵力增加修为，但只有女娲族人才有能力施法激发五灵珠内蓄有的真正潜能，可以呼风唤雨、开山劈地。
六界
神、魔、鬼居於整個物质世界的外層，其中神與魔是正負相對的兩面，分別是清氣與濁氣的匯聚地，而鬼界是大地的阴面，是所有六界生靈的終結之地，也是所有六界生靈的誕生起點。神界不老不死，魔界無生無死，鬼界非生非死，這三界注視下的芸芸眾生，就是人、仙、妖三界。
在绝地天通之后，人族在百废待兴的大地上重新繁衍，建立了城邦、国家和文明社会，有社会制度、伦理道德等约束。而没有了蚩尤领导的兽族虽然在数量上也恢复元气，但因其普遍心智拙笨，已无法望人族项背，大地也变成了由人族主宰的人界。大部分人界生灵并不知有其他五界，人族更是狂妄的封自己为万灵之首，随意捕杀或奴役兽类为畜。
人族中少数有心求道者经过修炼能激发出继承自女娲的灵力，在修为有成后可变为仙。仙是在登天途中的半神，也是人間修真者嚮往和追求的境界，分地仙和天仙两类。地仙虽长生不老，但仍居于人界，其所居住之地多為天地灵气旺盛的风水福地，分布在大地名山之间，包括十大洞天、三十六小洞天、七十二福地；天仙则元神脱离肉体，前往位于天界和人界之间的一个虚空平行空间（称作“羽化飞升”），是為仙界。
兽类中偶有颇具天赋的个体通过机缘巧合得以吸取自然灵气，经过长年修炼也能激发出自身继承的神农力量，成为具有特殊能力的妖，其中吸清气多者成精、吸浊气多者成怪。禽兽草木都有可能修炼成妖，在大地表面、鬼界、甚至仙界和魔界都有生存，但大都单独行动，处于无秩序分散的状态，相互之间有弱肉强食的传统。妖与魔一样都源自兽族，但只能算是修煉未熟的魔，虽然是法力高深的獸，也始终是异数，不被原来的同类接纳。妖居于人界，因为对资源和地盘的需求與人類也多有衝突，導致兩族相互之間多有仇恨，人类中多有以斩妖除怪为修真手段的道人，与人为善的妖也往往会因为种族偏见而遭遇悲惨的下场。许多想避免與人族有過多往來的妖因此會群聚在凡人避而遠之的幽幻地界之中，形成妖界。人间阴森之处分布着大大小小的妖界，其中最大的妖界乃是一处比蜀山更靠近盘古之心的处所，谓之里蜀山，其它妖类聚居之所规模都不可和里蜀山同日而语。
所謂六界，就是神、魔、鬼、人、仙、妖这六個並存世界。六界之間雖有通道，但多有封鎖，除非使用少部分的術式與法寶來進行穿越，尋常生靈難以自由往來。
神农九泉
九處靈脈泉點，传说在太古神农大神诞生时隨其相生，分別稱為照胆、寒髓、热海、无垢、雾魂、春滋、炎波、毒瘴與龙潭。九泉因神农而生，后来又经神农千百年辛劳疏通，逐渐成为这个天地中最重要的生命灵脉。又因为神农与九泉的紧密渊源，这九泉也被三族之人通称为“神农九泉”。
在九泉面前，众生平等，无论是神骏奇丽的灵兽仙禽，还是丑陋不堪的凶兽毒虫，都在九泉的滋养下享受这方天地。虽然日后经历大劫，經三族協議規分所有，九泉以其他形态存在于新世界中。神界握有照胆與春滋，廣大的人界有寒髓、热海、无垢、雾魂、毒瘴與龙潭等六泉，而魔界僅有有炎波一泉。

### 修仙门派
昆仑八派
位于昆仑山中有八个修仙门派，其中昆仑、琼华两派主张炼剑修仙；碧玉、紫翠两派重炼修神；悬圃、玉英两派炼丹（外丹）；阆风、天墉两派炼气（内丹）。八派中琼华派曾一枝独秀，在六朝时期曾试图逆天飞升举派成仙，但因为手段不正遭天谴，被天火焚灭，派中人士也被九天玄女贬入东海受囚，从此彻底没落。其余七派除了昆仑派在江湖上稍有名头以外，则始终默默无闻。
蜀山派
位於川西蜀山，山峰淩空，宛若浮雲，相傳為仙家賜予人間的勝地。蜀山自開派至今，歷代弟子勤修仙術，入世降妖，並囚妖於鎖妖塔，庇佑人間不受妖孽滋擾，深得百姓愛戴，在蜀地更是被尊為神仙。
蜀山派本為數個修仙門派聚集的道家聯盟，除了專注劍法的仙劍派外還有以煉丹、辟穀等方式修練為主的門派。但在南北朝时期，信奉佛教的梁武帝因为镇妖塔的归属纠纷派兵攻山，一場大戰后蜀山盟許多只会炼丹画符的門派因戰力不繼而受到重創，唯獨仙劍派力挽狂瀾击退官军。最終由仙劍派集結各派殘眾統一成一個門派，此后蜀山基本上以仙剑派为主流，修炼方式注重功法和剑术，积极入世斩妖除恶，求积德而不只求升仙，所以蜀山派全名為蜀山仙劍派。同时蜀山派也不排斥其他门派的修炼方式，积极搜集和保存各类修仙方法，在早唐时期就有多人得道成仙。
中唐时期，仙剑派俗家弟子李逍遥为救妻子强闯锁妖塔，最终导致锁妖塔倒塌，大量妖魔逃脱的同时里蜀山的神魔之井也因此打开。二十年后蜀山派与武林协力剿灭魔族净天教，但二十年之后又被复兴的净天教围攻，最终在蜀山七圣和弟子姜云凡的合力下击溃魔族，并将蜀山前山沉下封住神魔之井世代镇守。蜀山派从此封山结印不再涉世，淡出人间成为后世的江湖传说。
仙霞派
位于峨嵋山的仙霞派创立于锁妖塔倒塌之后，虽然立派较晚，但因门派以扶危救困为念，门下徒弟在江湖中颇有收妖伏魔等义举，经过多年发展已经誉满江湖。創立者清柔師太本名姜婉兒，為蜀山派弟子姜清與魔尊之女月柔霞之女，因此其所創的仙霞派劍法兼具父母雙方的性質，同時帶有仙魔兩性的特點。
清柔师太麾下有齐弄霞、厉凌云、梅胜雪、沈欺霜、柳逐霓五个女弟子，合称“仙霞五奇”，但在孔麟之乱中一战玉殞四位，僅剩沈欺霜一人幸存，仙霞派第一代弟子因此人丁凋零。沈欺霜在清柔師太後繼任仙霞掌門，道號餘霞真人，之后近百年间修得地仙之体，麾下收有卫绡、庄锦、白茉晴等第二代弟子。在蜀山派封山绝世、天师门倒行受创后，仙霞派成为仙盟的中流砥柱。
蓬莱派
蓬莱派位于东海蓬莱岛，因其地处海上，核心建筑蓬莱御剑堂经历代修葺已颇具规模，从陆上望之，云雾缭绕，宛如仙境，因此世人多穿凿附会蓬莱为仙人所居。
蓬莱派与蜀山派一样，同属修仙门派，且与蜀山同气连枝，世代交好。蓬莱仙术讲究清净无为，抱元守一，不扰外物。门徒很少出头露面，即使偶尔离岛前往大陆，也多以普通道士的面目示人，因此名气不彰。
明庶门
明庶门坐落于湖北东湖西南的落袈山角下，是一支以修炼御灵术为主的修仙门派。明庶门建筑规模不大，竹林掩映间，青瓦红墙，静谧雅致。西北角一处石台称御灵园，依山傍水，见之旷然。园内植有一棵老梅树，供御灵在此间栖息修炼，闲暇时亦可观景。
明庶御灵之道由其祖师月西楼自创，讲求与仙灵兽共修共享灵力，由此十分考验弟子们修行天赋，资质驽钝者难以与御灵定契，故门徒筛选极为严格。此外祖师还传下明庶剑法，身法轻盈灵活，与御灵术相辅相成，也曾名扬一时。数代之后，原本與御靈制定契約本為共生共存，同生共享但刻意利用咒術束縛等各仙靈獸(哈占)，在自身過世後將自己定契的仙獸，利用術法轉移給下一代(古柏)，故許多仙靈獸們不願再和明庶門有過任何來往，並痛恨厭惡明庶門的所作所為，後門派逐渐没落，弟子凋零，御灵术式微。在月枫、燕雪容夫妇二人为救御灵巧翎而伤重身亡后，明庶门下只剩下年迈体弱的掌门月寒山和刚刚成年的孙女月清疏。
月清疏在机缘巧合下捡到被魔尊重楼打回神果原形的神将修吾，意外建立了共生之术，修吾因为佩剑遗失只能滞留人界，因此索性拜入明庶门，成了月清疏的师弟。在月清疏到長白山與山神哈占碰面，從哈占得知過去如何不人道的方式對待仙靈獸，與種種不堪的過去，之後努力與仙靈獸建立好友誼關係，各個因緣巧合下漸漸與許多仙靈獸定下契約，除了強化自己本身修為，與月清疏定契的御靈們也同時受益，每位仙靈獸的修為也大有長進。月寒山故去后月清疏獨自一人振興門派，子秋也加入了明庶門，上山求仙的弟子也越來越多，漸漸的恢復門派昔日風光與榮耀。
天师门
天师门坐落于落袈山峰顶之上，门派建筑布局依循阴阳八卦，深合风水堪舆之理，穿过重重云雾即可见青瓦白墙，隐约可见门派上空的护山大阵，大阵阵眼处悬浮着精致的四象天灯。萍溪村的结界是由天师门设下的，专门防凶兽。
因落袈山钟灵毓秀，宜于修行，天师门祖师张东临便与友人月西楼约定，共同在此建立门派。天师门祖师擅于拳掌功夫，将法术与体术相结合，并借助蕴有五灵的器物增幅自身灵力，以化灵体术见称。天师门奉行只要有心向道，无论天分高低，都该收入门下予以教导。化灵体术虽然修行进展缓慢，但不拘一格，对修行者并无太多制约，由是吸纳了大量弟子。数代之后，天师门愈加兴盛。
在掌门孟章执掌天师门后，承祖师志向，广收门徒，对仙门之首的名号跃跃欲试，门派一跃超过了诸多大派，成为仙盟盟主。实际上孟章是受神界春滋泉守敖胥蛊惑，意图立阵切断九泉流动引发人神魔三界大战，事败后被修吾格杀。天师门在执名、监兵、陵光三长老的主持下开始赎罪弥补之前的过错。
水月宫
水月宫位于余杭镇外海的仙灵岛中央，掌门灵月宫主善炼仙丹，十年后因终日行善，已经羽化飞升，在岛上仅留一冢。
灵月宫主曾与苗疆巫后林青儿为好友，在南诏国政局巨变时伸出援手，收容逃亡的苗族公主赵灵儿与姥姥姜氏在门下隐居。灵月宫主飞仙后，水月宫由姜氏接管，但十年后拜月教的黑苗人用计破除护岛的幻阵，随后血洗仙灵岛，水月宫门人皆被屠杀，重伤的姜氏临终嘱托李逍遥带灵儿回苗疆寻母，水月宫作为修仙门派也从此消失。

### 世俗门派
璧山唐家堡
位于蜀中璧山，江湖人士更喜欢称之为唐门，自古多名门将士，也不乏奸诈卑鄙之人，有说是“宁遇阎罗王，不惹唐门郎”。唐门世代过著深居简出的生活，是一个典型的家族式江湖门派。 唐门的武功多以用毒、暗器为主，堡里到底布置著多少各式各样的机关，恐怕唐家人也不会完全了解。靠著重重机关的保护，唐门得以在江湖上存在几百年而丝毫不受外界侵扰。
后因内部问题分家，总坛原址在分家后由景天收购地产，改为唐家集。
苏州林家堡
为南方武林中的翘楚，以家传剑指双绝雄霸天南一方。后因堡主林天南的爱女林月如深受重伤，一心寻求续命良方，故此逐渐淡出武林。
济南沈家堡
为北方武林的翘楚门派，虽与林家堡齐名，但实力已远不如人，“南林北沈”比武大会二十多年来，互有胜负，但林家堡略占上风。
开封大慈悲明宗
因为锁妖塔崩毁，万千妖魔尽出，神州大地天下大乱。幸有得道高僧千叶禅师的出现，广纳门徒成立大慈悲明宗各地降妖伏魔。
云州折剑山庄
原为云州英雄山庄，江湖人称折剑山庄，本名“英雄山庄”反被遗忘。据传是因其铸剑之术精妙绝伦，令天下铸剑者愧而折剑。又有一说，是由于欧阳氏家传剑法几可无敌于天下而得名。 折剑山庄每年都会召开试剑大会，将当年所铸宝剑一一展示，并评选出其中的前十柄，赠与在试剑擂台上拔得头筹的各派武林高手。不少新人也可借此机会崭露头角，一旦获胜，则名利双收。故此每到试剑大会时，都有数千人赴会。
长安天地山庄
财力雄厚，与西域回纥、土番、党项、大食、波斯等均有生意来往。善用暗器及其们兵刃，武功招式兼具西域与中原特色。
开封仁义山庄
历代洁身自好，择徒极严，门下弟子多文武双全。素来行事低调，故在武林中名声并不显赫。 经营玉石生意，剑法招式多取守势，但求制人而不致命，有仁者之风，故江湖人称仁者剑。家传长离剑，因杀人过多而戾气甚重，年深日久蕴为剑灵，由蜀山派长老罡斩指点养剑之法以化解戾气。
明州正气山庄
位于明州，以钱庄、航运为业。在山东青州亦有分支。世代以镖局为业，枪法严谨，精通骑射之术，擅长以一敌多。
景安正武盟
总部位于景安，是一个由多个门派加盟而成的势力。 魔君姜世离的净天教之乱后，四大世家逐渐隐于江湖，景安正武盟兴起，成为中原第一大武林门派。
辽东卢龙府
位于长白山麓的藩镇山城，由世代镇守辽东的节度使白家掌管。

### 苗疆
拜月教
黑苗族的宗教，据传能使用傀儡术、驱使魔兽，一度控制南诏国政权多年。末代拜月教主曾私养水魔兽并嫁祸巫后林青儿，之后谋害并用傀儡假冒南诏王，在被李逍遥、赵灵儿、阿奴三人击败后跳水自杀并与水魔兽合体，直到被赵灵儿牺牲自己用天地同灭与之同归于尽，拜月教从此覆灭。
巫月神教
白苗族的宗教，世代信奉女娲，擅长毒蛊及巫神术，只传白苗族人，弟子均为女性，戒律森严，深受苗疆百姓尊敬。神殿位于封闭山谷内，以流笼渡河谷为唯一进出方式，宫殿外围长满毒刺藤，有巨大毒蛇毒虫守护。与中原门派原无来往，但在拜月教一役后与蜀山派关系较为密切，现任教主為海棠夫人。

## 文化影响
本游戏系列在大中华圈拥有很高人气，在台灣與中国大陆获得多项奖项，并发展成了一个囊括各类影视剧、网络剧、舞台剧、衍生漫画、小说、同人作品、二次创作、音乐会、角色扮装、桌面游戏（卡牌遊戲）和周边商品的跨媒体制作IP。

## 獲獎情況
仙劍奇俠傳：
- 1996年《仙剑奇侠传DOS版》第三届台湾多媒体 KING TITLE 金袋奖——游戏类金袋奖
- 1996年《仙剑奇侠传DOS版》CEM STAR 计算机育乐多媒体展——最佳国内角色扮演类
- 1997年《仙剑奇侠传WIN95版》电脑玩家第一届游戏金像奖最佳音乐、最佳国产游戏
- 1998年《仙剑奇侠传WIN95版》CEM STAR 计算机育乐多媒体展——最佳角色扮演类奖
- 2002年《新仙剑奇侠传》GAME STAR 游戏之星——国内自制角色扮演类奖

仙劍奇俠傳三：
- 2003年中國產業報告暨「互聯星空」獲中國十大最受歡迎的民族遊戲
- 2003年中國產業報告暨「互聯星空」獲中國十大最受歡迎的單機遊戲
- 2003年第六屆電腦玩家遊戲 金像獎最佳國產遊戲獎
- 2003年第六屆電腦玩家遊戲 金像獎最佳遊戲畫面獎
- 2003年第六屆電腦玩家遊戲 金像獎讀者評選最佳國產遊戲獎
- 2003年年度媒體編輯聯合評選 最佳本土原創作品
- 2003年台灣數位內容競賽專家評審 數位內容產品獎
- 2003年電子競技世界與GAMESPOT聯合評選 最佳國產遊戲獎
- 2003年(電腦商情報)遊戲天地「天地風雲玩家投票」最佳國產遊戲獎
- 2004年GAMESTAR遊戲之星 玩家票選最佳單機遊戲獎
- 2004年GAMESTAR遊戲之星 專家評審最佳製作人獎

仙劍奇俠傳三外傳-問情篇：
- 2004年中國十大最受歡迎單機遊戲
- 2004年電腦商情報編輯部推薦 最佳國產單機遊戲
- 2005年ChinaJoy金翎獎 玩家最喜愛PC單機遊戲
- 2005年GAMESTAR遊戲之星 專家評審最佳角色扮演遊戲
- 2005年GAMESTAR遊戲之星 專家評審最佳製作人
- 2005年GAMESTAR遊戲之星 專家評審最佳音樂音效獎
- 2005年電腦玩家第八屆遊戲金像獎 玩家票選人氣單機自製遊戲
- 2005年電腦玩家第八屆遊戲金像獎 編輯評選最佳遊戲音樂

仙劍奇俠傳四：
- 2007年大眾軟體年度評選 最佳單機版遊戲
- 2008年電腦商情報年度評選 最受玩家歡迎的單機版遊戲
- 2008年GAME STAR遊戲之星 國內自製最佳單機遊戲金獎

仙劍奇俠傳五：
- 2011年中國CGDC 最佳3D美術入圍獎
- 2011年度中國遊戲產業年會(CGIAC) 十大最受歡迎的單機遊戲
- 2011年台灣遊戲基地(GAMEBASE)「年度風雲PC 單機遊戲」金獎
- 2012年年度台灣遊戲網站巴哈姆特遊戲「人氣電腦單機遊戲銀賞獎」和「人氣國產遊戲金賞獎」
- 2012年年度CGDA大賽 最佳遊戲音樂製作優秀獎。

仙劍奇俠傳五前傳：
- 2013年巴哈姆特遊戲大賞「人氣電腦單機」銅賞
- 2013年巴哈姆特遊戲大賞「人氣國產自製」銀賞
- 2013年GAMEStAR遊戲之星票選「國內自製單機遊戲」 金賞

仙剑奇侠传六：
- 2015年GAME STAR遊戲之星 國產單機遊戲金獎
- 2016年第七屆CGDA（中國優秀遊戲製作人大賽）最佳遊戲關卡設計獎優勝獎

仙剑奇侠传官方手游：
- 2015年年度十大最期待原创移动网络游戏奖

## 外部連結
- 官方网站